# Interlands Azerbeidzjaans voetbalelftal 1992-1999
Deze pagina toont een chronologisch en gedetailleerd overzicht van de interlands die het Azerbeidzjaans voetbalelftal heeft gespeeld in de periode 1992 – 1999.

## Interlands

### 1992
|                                                       | |       |                                                                    |                                                                                               |
| 17 september Vriendschappelijk № 1 «onderlinge duels» | Georgië | 6 – 3 | Azerbeidzjan                                                       | Davit Kipianistadion, Goerdzjaani Toeschouwers: 3.000 Scheidsrechter: Guram Sepiashvili (GEO) |
| 17 september Vriendschappelijk № 1 «onderlinge duels» | Davit Kizilasjvili 30' Davit Kizilasjvili 48' Georgi Daraselia 52' Sjota Arveladze 69' Kachaber Gogitsjaisjvili 71' (pen.) Gia Dzjisjkariani 79' (pen.) |       | 42' Nazim Suleimanov 77' Vidadi Rzayev 85' (pen.) Nazim Suleimanov | Davit Kipianistadion, Goerdzjaani Toeschouwers: 3.000 Scheidsrechter: Guram Sepiashvili (GEO) |

### 1993
|                                                 |                                |       |         |                                                                                     |
| 25 mei Vriendschappelijk № 2 «onderlinge duels» | Azerbeidzjan                   | 1 – 0 | Georgië | Stadsstadion Gandja, Gəncə Toeschouwers: 9.500 Scheidsrechter: Rustam Ragimov (AZE) |
| 25 mei Vriendschappelijk № 2 «onderlinge duels» | Noegzar Lobzjanidze 53' (e.d.) |       |         | Stadsstadion Gandja, Gəncə Toeschouwers: 9.500 Scheidsrechter: Rustam Ragimov (AZE) |

|                                            |                                              |       |              |                                           |
| 6 juni ECO Cup 1993 № 3 «onderlinge duels» | Azerbeidzjan                                 | 2 – 0 | Tadzjikistan | Azadistadion, Teheran Toeschouwers: 5.000 |
| 6 juni ECO Cup 1993 № 3 «onderlinge duels» | Vidadi Rzayev 55' (pen.) Samir Ələkbərov 62' |       |              | Azadistadion, Teheran Toeschouwers: 5.000 |

|                                            |                                                     |       |                                              |                                           |
| 7 juni ECO Cup 1993 № 4 «onderlinge duels» | Azerbeidzjan                                        | 3 – 2 | Kirgizië                                     | Azadistadion, Teheran Toeschouwers: 5.000 |
| 7 juni ECO Cup 1993 № 4 «onderlinge duels» | Vidadi Rzayev 30' Ruslan Lukin 43' Ruslan Lukin 63' |       | 40' Dmitri Kovalenko 76' Kanatbek Ishenbayev | Azadistadion, Teheran Toeschouwers: 5.000 |

|                                            |                                                         |       |                                                             |                                           |
| 8 juni ECO Cup 1993 № 5 «onderlinge duels» | Kazachstan                                              | 3 – 3 | Azerbeidzjan                                                | Azadistadion, Teheran Toeschouwers: 2.000 |
| 8 juni ECO Cup 1993 № 5 «onderlinge duels» | Kurban Kurbanov 10' Kurban Kurbanov 25' M. Guseinov 37' |       | 10' Qurban Qurbanov 25' Qurban Qurbanov 37' Müşfiq Hüseynov | Azadistadion, Teheran Toeschouwers: 2.000 |

### 1994
|                                                                     |                                                                                                  |       |              |                                                                                    |
| 19 april Vriendschappelijk № 6 «onderlinge duels» 18:00 uur (UTC+2) | Malta                                                                                            | 5 – 0 | Azerbeidzjan | Ta' Qalistadion, Ta' Qali Toeschouwers: 1.100 Scheidsrechter: Abdullah Salem (LIB) |
| 19 april Vriendschappelijk № 6 «onderlinge duels» 18:00 uur (UTC+2) | Nicholas Saliba 2' Kristian Laferla 16' Carmel Busuttil 64' Joe Camilleri 77' Charles Scerri 88' |       |              | Ta' Qalistadion, Ta' Qali Toeschouwers: 1.100 Scheidsrechter: Abdullah Salem (LIB) |

|                                                      |                                             |       |                     |                                                                                       |
| 2 september Vriendschappelijk № 7 «onderlinge duels» | Moldavië                                    | 2 – 1 | Azerbeidzjan        | Stadionul Republican, Chisinau Toeschouwers: 300 Scheidsrechter: Anatolii Ianeţ (MDA) |
| 2 september Vriendschappelijk № 7 «onderlinge duels» | Serghei Cleșcenco 10' Serghei Cleșcenco 41' |       | 83' Samir Alekperov | Stadionul Republican, Chisinau Toeschouwers: 300 Scheidsrechter: Anatolii Ianeţ (MDA) |

|                                                                           |                                                              |       |              |                                                                                       |
| 7 september EK 1996 kwalificatie № 8 «onderlinge duels» 19:00 uur (UTC+3) | Roemenië                                                     | 3 – 0 | Azerbeidzjan | Stadionul Steaua, Boekarest Toeschouwers: 7.000 Scheidsrechter: Robert Sedlacek (AUT) |
| 7 september EK 1996 kwalificatie № 8 «onderlinge duels» 19:00 uur (UTC+3) | Miodrag Belodedici 44' Dan Petrescu 59' Florin Răducioiu 88' |       |              | Stadionul Steaua, Boekarest Toeschouwers: 7.000 Scheidsrechter: Robert Sedlacek (AUT) |

|                                                                          |                       |       |              |                                                                                 |
| 12 oktober EK 1996 kwalificatie № 9 «onderlinge duels» 20:15 uur (UTC+1) | Polen                 | 1 – 0 | Azerbeidzjan | Stal Mielecstadion, Mielec Toeschouwers: 4.600 Scheidsrechter: Ilkka Koho (FIN) |
| 12 oktober EK 1996 kwalificatie № 9 «onderlinge duels» 20:15 uur (UTC+1) | Andrzej Juskowiak 44' |       |              | Stal Mielecstadion, Mielec Toeschouwers: 4.600 Scheidsrechter: Ilkka Koho (FIN) |

|                                                                            |              |                                      |        |                                                                                           |
| 16 november EK 1996 kwalificatie № 10 «onderlinge duels» 19:00 uur (UTC+2) | Azerbeidzjan | 0 – 2                                | Israël | Hüseyin Avni Akerstadion, Trabzon Toeschouwers: 2.863 Scheidsrechter: László Vágner (HUN) |
| 16 november EK 1996 kwalificatie № 10 «onderlinge duels» 19:00 uur (UTC+2) |              | 29' Ronen Harazi 51' Ronny Rosenthal |        | Hüseyin Avni Akerstadion, Trabzon Toeschouwers: 2.863 Scheidsrechter: László Vágner (HUN) |

|                                                                            |              |                                        |           |                                                                                         |
| 13 december EK 1996 kwalificatie № 11 «onderlinge duels» 19:00 uur (UTC+2) | Azerbeidzjan | 0 – 2                                  | Frankrijk | Hüseyin Avni Akerstadion, Trabzon Toeschouwers: 533 Scheidsrechter: Rune Pedersen (NOR) |
| 13 december EK 1996 kwalificatie № 11 «onderlinge duels» 19:00 uur (UTC+2) |              | 24' Jean-Pierre Papin 55' Patrice Loko |           | Hüseyin Avni Akerstadion, Trabzon Toeschouwers: 533 Scheidsrechter: Rune Pedersen (NOR) |

### 1995
|                                                                         |                                                                                  |       |                             |                                                                                      |
| 29 maart EK 1996 kwalificatie № 12 «onderlinge duels» 18:00 uur (UTC+2) | Slowakije                                                                        | 4 – 1 | Azerbeidzjan                | Všešportový areál, Košice Toeschouwers: 12.450 Scheidsrechter: Vasilis Nikakis (GRE) |
| 29 maart EK 1996 kwalificatie № 12 «onderlinge duels» 18:00 uur (UTC+2) | Dušan Tittel 33' Jaroslav Timko 39' Peter Dubovský 45' (pen.) Jaroslav Timko 50' |       | 79' (pen.) Nazim Süleymanov | Všešportový areál, Košice Toeschouwers: 12.450 Scheidsrechter: Vasilis Nikakis (GRE) |

|                                                                         |                      |       |                                                                                          |                                                                                           |
| 26 april EK 1996 kwalificatie № 13 «onderlinge duels» 18:00 uur (UTC+3) | Azerbeidzjan         | 1 – 4 | Roemenië                                                                                 | Hüseyin Avni Akerstadion, Trabzon Toeschouwers: 372 Scheidsrechter: Dimitar Momirov (BUL) |
| 26 april EK 1996 kwalificatie № 13 «onderlinge duels» 18:00 uur (UTC+3) | Nazim Süleymanov 33' |       | 1' (pen.) Florin Răducioiu 39' Ilie Dumitrescu 74' Florin Răducioiu 77' Florin Răducioiu | Hüseyin Avni Akerstadion, Trabzon Toeschouwers: 372 Scheidsrechter: Dimitar Momirov (BUL) |

|                                                                            |              |                   |           |                                                                                       |
| 16 augustus EK 1996 kwalificatie № 14 «onderlinge duels» 19:00 uur (UTC+3) | Azerbeidzjan | 0 – 1             | Slowakije | Hüseyin Avni Akerstadion, Trabzon Toeschouwers: 200 Scheidsrechter: Alain Hamer (LUX) |
| 16 augustus EK 1996 kwalificatie № 14 «onderlinge duels» 19:00 uur (UTC+3) |              | 59' Tibor Jančula |           | Hüseyin Avni Akerstadion, Trabzon Toeschouwers: 200 Scheidsrechter: Alain Hamer (LUX) |

|                                                                            | |        |              |                                                                                               |
| 6 september EK 1996 kwalificatie № 15 «onderlinge duels» 20:45 uur (UTC+2) | Frankrijk | 10 – 0 | Azerbeidzjan | Stade de l'Abbé-Deschamps, Auxerre Toeschouwers: 13.479 Scheidsrechter: Alfred Micaleff (MLT) |
| 6 september EK 1996 kwalificatie № 15 «onderlinge duels» 20:45 uur (UTC+2) | Marcel Desailly 13' Youri Djorkaeff 18' Vincent Guérin 35' Reynald Pedros 49' Frank Lebœuf 53' Christophe Dugarry 66' Zinédine Zidane 72' Frank Lebœuf 74' Youri Djorkaeff 78' Christophe Cocard 90' |        |              | Stade de l'Abbé-Deschamps, Auxerre Toeschouwers: 13.479 Scheidsrechter: Alfred Micaleff (MLT) |

|                                                                           |                                   |       |              |                                                                                       |
| 11 oktober EK 1996 kwalificatie № 16 «onderlinge duels» 18:00 uur (UTC+2) | Israël                            | 2 – 0 | Azerbeidzjan | Bloomfieldstadion, Tel Aviv Toeschouwers: 7.000 Scheidsrechter: Claude Détruche (SUI) |
| 11 oktober EK 1996 kwalificatie № 16 «onderlinge duels» 18:00 uur (UTC+2) | Ronen Harazi 31' Ronen Harazi 51' |       |              | Bloomfieldstadion, Tel Aviv Toeschouwers: 7.000 Scheidsrechter: Claude Détruche (SUI) |

|                                                                            |              |       |       |                                                                                       |
| 15 november EK 1996 kwalificatie № 17 «onderlinge duels» 16:00 uur (UTC+2) | Azerbeidzjan | 0 – 0 | Polen | Hüseyin Avni Akerstadion, Trabzon Toeschouwers: 200 Scheidsrechter: Les Mottram (SCO) |
| 15 november EK 1996 kwalificatie № 17 «onderlinge duels» 16:00 uur (UTC+2) |              |       |       | Hüseyin Avni Akerstadion, Trabzon Toeschouwers: 200 Scheidsrechter: Les Mottram (SCO) |

### 1996
|                                                       |              |       |         |                                                                                           |
| 16 februari Vriendschappelijk № 18 «onderlinge duels» | Azerbeidzjan | 0 – 0 | Estland | Antonis Papadopoulosstadion, Larnaca Toeschouwers: 50 Scheidsrechter: Loizos Loizou (CYP) |
| 16 februari Vriendschappelijk № 18 «onderlinge duels» |              |       |         | Antonis Papadopoulosstadion, Larnaca Toeschouwers: 50 Scheidsrechter: Loizos Loizou (CYP) |

|                                                       |        |                                             |              |                                                                                             |
| 20 februari Vriendschappelijk № 19 «onderlinge duels» | Cyprus | 0 – 2                                       | Azerbeidzjan | Gipedo Keryneia Epistrophi, Strovolos Toeschouwers: 100 Scheidsrechter: Loizos Loizou (CYP) |
| 20 februari Vriendschappelijk № 19 «onderlinge duels» |        | 19' Vladislav Qədirov 73' Vladislav Qədirov |              | Gipedo Keryneia Epistrophi, Strovolos Toeschouwers: 100 Scheidsrechter: Loizos Loizou (CYP) |

|                                                       |                                                                    |       |         |                                                                                           |
| 27 februari Vriendschappelijk № 20 «onderlinge duels» | Azerbeidzjan                                                       | 3 – 0 | Faeröer | Antonis Papadopoulosstadion, Larnaca Toeschouwers: 56 Scheidsrechter: Rune Pedersen (NOR) |
| 27 februari Vriendschappelijk № 20 «onderlinge duels» | Vyaçeslav Lıçkin 10' Yunis Hüseynov 23' (pen.) Qurban Qurbanov 30' |       |         | Antonis Papadopoulosstadion, Larnaca Toeschouwers: 56 Scheidsrechter: Rune Pedersen (NOR) |

|                                                                     |              |                 |         |                                                                                              |
| 9 april Vriendschappelijk № 21 «onderlinge duels» 20:30 uur (UTC+5) | Azerbeidzjan | 0 – 1           | Turkije | Tofikh Bakhramovstadion, Bakoe Toeschouwers: 3.200 Scheidsrechter: Sergo Kvaratskhelia (GEO) |
| 9 april Vriendschappelijk № 21 «onderlinge duels» 20:30 uur (UTC+5) |              | 48' Rahim Zafer |         | Tofikh Bakhramovstadion, Bakoe Toeschouwers: 3.200 Scheidsrechter: Sergo Kvaratskhelia (GEO) |

|                                                                    |                                         |       |                                       |                                                                                                  |
| 27 mei Vriendschappelijk № 22 «onderlinge duels» 17:30 uur (UTC+3) | Wit-Rusland                             | 2 – 2 | Azerbeidzjan                          | Stadsstadion Maladzetsjna, Maladzetsjna Toeschouwers: 5.200 Scheidsrechter: Sergejus Slyva (LTU) |
| 27 mei Vriendschappelijk № 22 «onderlinge duels» 17:30 uur (UTC+3) | Pyotr Kachura 49' Alyaksandr Kulchy 59' |       | 53' Qurban Qurbanov 75' Ruslan İdiqov | Stadsstadion Maladzetsjna, Maladzetsjna Toeschouwers: 5.200 Scheidsrechter: Sergejus Slyva (LTU) |

|                                                                       | |       |              |                                                                              |
| 2 juni WK 1998 kwalificatie № 23 «onderlinge duels» 20:00 uur (UTC+2) | Noorwegen                                                                                                 | 5 – 0 | Azerbeidzjan | Ullevaalstadion, Oslo Toeschouwers: 14.012 Scheidsrechter: Alan Snoddy (NIR) |
| 2 juni WK 1998 kwalificatie № 23 «onderlinge duels» 20:00 uur (UTC+2) | Ståle Solbakken 8' Ole Gunnar Solskjær 37' Ståle Solbakken 46' Frank Strandli 60' Ole Gunnar Solskjær 89' |       |              | Ullevaalstadion, Oslo Toeschouwers: 14.012 Scheidsrechter: Alan Snoddy (NIR) |

|                                                                            |                   |       |             |                                                                                          |
| 31 augustus WK 1998 kwalificatie № 24 «onderlinge duels» 20:00 uur (UTC+5) | Azerbeidzjan      | 1 – 0 | Zwitserland | Tofikh Bakhramovstadion, Bakoe Toeschouwers: 15.000 Scheidsrechter: Ryszard Wójcik (POL) |
| 31 augustus WK 1998 kwalificatie № 24 «onderlinge duels» 20:00 uur (UTC+5) | Vidadi Rzayev 26' |       |             | Tofikh Bakhramovstadion, Bakoe Toeschouwers: 15.000 Scheidsrechter: Ryszard Wójcik (POL) |

|                                                     |      |       |              |                                                                                   |
| 7 oktober Vriendschappelijk № 25 «onderlinge duels» | Oman | 2 – 0 | Azerbeidzjan | Sportcomplex Sultan Qaboos, Muscat Scheidsrechter: Ibrahim Abdullah Al Omar (KSA) |
| 7 oktober Vriendschappelijk № 25 «onderlinge duels» | ?    |       |              | Sportcomplex Sultan Qaboos, Muscat Scheidsrechter: Ibrahim Abdullah Al Omar (KSA) |

|                                                                            |              |                                                          |           |                                                                                           |
| 10 november WK 1998 kwalificatie № 26 «onderlinge duels» 16:00 uur (UTC+4) | Azerbeidzjan | 0 – 3                                                    | Hongarije | Tofikh Bakhramovstadion, Bakoe Toeschouwers: 30.000 Scheidsrechter: Dragutin Poljak (CRO) |
| 10 november WK 1998 kwalificatie № 26 «onderlinge duels» 16:00 uur (UTC+4) |              | 43' Elek Nyilas 67' (pen.) Elek Nyilas 78' Flórián Urbán |           | Tofikh Bakhramovstadion, Bakoe Toeschouwers: 30.000 Scheidsrechter: Dragutin Poljak (CRO) |

### 1997
|                                                   |                                       |       |              |                                                                                                |
| 1 maart Vriendschappelijk № 27 «onderlinge duels» | Estland                               | 2 – 0 | Azerbeidzjan | Antonis Papadopoulosstadion, Larnaca Toeschouwers: 50 Scheidsrechter: Antonis Panayiotou (CYP) |
| 1 maart Vriendschappelijk № 27 «onderlinge duels» | Marko Kristal 35' Indrek Zelinski 76' |       |              | Antonis Papadopoulosstadion, Larnaca Toeschouwers: 50 Scheidsrechter: Antonis Panayiotou (CYP) |

|                                                    |                                                         |       |              |                                                                      |
| 22 maart Vriendschappelijk № 28 «onderlinge duels» | Azerbeidzjan                                            | 3 – 0 | Turkmenistan | Tofikh Bakhramovstadion, Bakoe Scheidsrechter: Xaqani Məmmədov (AZE) |
| 22 maart Vriendschappelijk № 28 «onderlinge duels» | Rasim Abuşev 12' Yunis Hüseynov 86' Qurban Qurbanov 88' |       |              | Tofikh Bakhramovstadion, Bakoe Scheidsrechter: Xaqani Məmmədov (AZE) |

|                                                                    |                       |       |                                              |                                                                                       |
| 2 april WK 1998 kwalificatie № 29 «onderlinge duels» 20:00 (UTC+5) | Azerbeidzjan          | 1 – 2 | Finland                                      | Tofikh Bakhramovstadion, Bakoe Toeschouwers: 75.055 Scheidsrechter: Graham Poll (ENG) |
| 2 april WK 1998 kwalificatie № 29 «onderlinge duels» 20:00 (UTC+5) | Nazim Souleimanov 83' |       | 26' Jari Litmanen 64' Mika-Matti Paatelainen | Tofikh Bakhramovstadion, Bakoe Toeschouwers: 75.055 Scheidsrechter: Graham Poll (ENG) |

|                                                    |              |       |              |                                                                                                 |
| 25 april Vriendschappelijk № 30 «onderlinge duels» | Turkmenistan | 2 – 0 | Azerbeidzjan | Nisa-Çandybilstadion, Asjchabad Toeschouwers: 2.000 Scheidsrechter: Khudainazar Redzhepov (TKM) |
| 25 april Vriendschappelijk № 30 «onderlinge duels» | ?            |       |              | Nisa-Çandybilstadion, Asjchabad Toeschouwers: 2.000 Scheidsrechter: Khudainazar Redzhepov (TKM) |

|                                                                    |                |       |              |                                                                                          |
| 4 juni Vriendschappelijk № 31 «onderlinge duels» 19:00 uur (UTC+3) | Estland        | 1 – 0 | Azerbeidzjan | Viljandi linnastaadion, Viljandi Toeschouwers: 1.500 Scheidsrechter: Romans Lajuks (LAT) |
| 4 juni Vriendschappelijk № 31 «onderlinge duels» 19:00 uur (UTC+3) | Urmas Kirs 73' |       |              | Viljandi linnastaadion, Viljandi Toeschouwers: 1.500 Scheidsrechter: Romans Lajuks (LAT) |

|                                                                   |                                                      |       |              |                                                                                    |
| 8 juni WK 1998 kwalificatie № 32 «onderlinge duels» 19:00 (UTC+3) | Finland                                              | 3 – 0 | Azerbeidzjan | Olympisch Stadion, Helsinki Toeschouwers: 13.417 Scheidsrechter: Alain Hamer (LUX) |
| 8 juni WK 1998 kwalificatie № 32 «onderlinge duels» 19:00 (UTC+3) | Jari Vanhala 60' Jari Litmanen 65' Antti Sumiala 82' |       |              | Olympisch Stadion, Helsinki Toeschouwers: 13.417 Scheidsrechter: Alain Hamer (LUX) |

|                                                                     |         |       |              |                                                                             |
| 19 augustus Vriendschappelijk № 33 «onderlinge duels» 18:30 (UTC+3) | Letland | 0 – 0 | Azerbeidzjan | Daugavastadion, Riga Toeschouwers: 2.500 Scheidsrechter: Mika Peltola (FIN) |
| 19 augustus Vriendschappelijk № 33 «onderlinge duels» 18:30 (UTC+3) |         |       |              | Daugavastadion, Riga Toeschouwers: 2.500 Scheidsrechter: Mika Peltola (FIN) |

|                                                                            |              |                    |           |                                                                                       |
| 6 september WK 1998 kwalificatie № 34 «onderlinge duels» 20:00 uur (UTC+5) | Azerbeidzjan | 0 – 1              | Noorwegen | Tofikh Bakhramovstadion, Bakoe Toeschouwers: 8.000 Scheidsrechter: Günter Benkö (AUT) |
| 6 september WK 1998 kwalificatie № 34 «onderlinge duels» 20:00 uur (UTC+5) |              | 43' Tore André Flo |           | Tofikh Bakhramovstadion, Bakoe Toeschouwers: 8.000 Scheidsrechter: Günter Benkö (AUT) |

|                                                                             |                                                  |       |                      |                                                                             |
| 10 september WK 1998 kwalificatie № 35 «onderlinge duels» 17:30 uur (UTC+2) | Hongarije                                        | 3 – 1 | Azerbeidzjan         | Üllői Út, Boedapest Toeschouwers: 8.112 Scheidsrechter: Atanas Uzunov (BUL) |
| 10 september WK 1998 kwalificatie № 35 «onderlinge duels» 17:30 uur (UTC+2) | László Klausz 8' Gábor Halmai 44' Béla Illés 89' |       | 71' Vyaçeslav Lıçkin | Üllői Út, Boedapest Toeschouwers: 8.112 Scheidsrechter: Atanas Uzunov (BUL) |

|                                                                           | |       |              |                                                                           |
| 11 oktober WK 1998 kwalificatie № 36 «onderlinge duels» 20:00 uur (UTC+2) | Zwitserland | 5 – 0 | Azerbeidzjan | Hardturm, Zürich Toeschouwers: 7.600 Scheidsrechter: John Rowbotham (SCO) |
| 11 oktober WK 1998 kwalificatie № 36 «onderlinge duels» 20:00 uur (UTC+2) | Kubilay Türkyilmaz 13' Kubilay Türkyilmaz 23' (pen.) Murat Yakin 43' Stéphane Chapuisat 51' Kubilay Türkyilmaz 69' (pen.) |       |              | Hardturm, Zürich Toeschouwers: 7.600 Scheidsrechter: John Rowbotham (SCO) |

### 1998
|                                                    |                    |       |          |                                                                                        |
| 22 maart Vriendschappelijk № 37 «onderlinge duels» | Azerbeidzjan       | 1 – 0 | Moldavië | Tofikh Bakhramovstadion, Bakoe Toeschouwers: 12.000 Scheidsrechter: Asim Khudiev (AZE) |
| 22 maart Vriendschappelijk № 37 «onderlinge duels» | Yunis Huseynov 48' |       |          | Tofikh Bakhramovstadion, Bakoe Toeschouwers: 12.000 Scheidsrechter: Asim Khudiev (AZE) |

|                                                    |                                        |       |             |                                                                                          |
| 24 april Vriendschappelijk № 38 «onderlinge duels» | Azerbeidzjan                           | 2 – 1 | Oezbekistan | Tofikh Bakhramovstadion, Bakoe Toeschouwers: 8.000 Scheidsrechter: Xaqani Məmmədov (AZE) |
| 24 april Vriendschappelijk № 38 «onderlinge duels» | Yunis Hüseynov 75' Narvik Sırxayev 89' |       | ?           | Tofikh Bakhramovstadion, Bakoe Toeschouwers: 8.000 Scheidsrechter: Xaqani Məmmədov (AZE) |

|                                                                    |         |       |              |                                                                                         |
| 16 mei Vriendschappelijk № 39 «onderlinge duels» 18:00 uur (UTC+3) | Estland | 0 – 0 | Azerbeidzjan | Viljandi linnastaadion, Viljandi Toeschouwers: 1.500 Scheidsrechter: Jouni Hyytiä (FIN) |
| 16 mei Vriendschappelijk № 39 «onderlinge duels» 18:00 uur (UTC+3) |         |       |              | Viljandi linnastaadion, Viljandi Toeschouwers: 1.500 Scheidsrechter: Jouni Hyytiä (FIN) |

|                                                   |         |       |              |                                                                                  |
| 24 juni Vriendschappelijk № 40 «onderlinge duels» | Andorra | 0 – 0 | Azerbeidzjan | Maarjamäe staadion, Tallinn Toeschouwers: 20 Scheidsrechter: Margus Kotter (EST) |
| 24 juni Vriendschappelijk № 40 «onderlinge duels» |         |       |              | Maarjamäe staadion, Tallinn Toeschouwers: 20 Scheidsrechter: Margus Kotter (EST) |

|                                                   |                       |       |                                       |                                                                                     |
| 26 juni Vriendschappelijk № 41 «onderlinge duels» | Litouwen              | 1 – 2 | Azerbeidzjan                          | Viljandi linnastaadion, Viljandi Toeschouwers: 80 Scheidsrechter: Sten Kaldma (EST) |
| 26 juni Vriendschappelijk № 41 «onderlinge duels» | Tomas Ražanauskas 18' |       | 30' Rasim Abuşev 58' Vyaçeslav Lıçkin | Viljandi linnastaadion, Viljandi Toeschouwers: 80 Scheidsrechter: Sten Kaldma (EST) |

|                                                       |                 |       |         |                                                                                   |
| 12 augustus Vriendschappelijk № 42 «onderlinge duels» | Azerbeidzjan    | 1 – 0 | Georgië | Stadsstadion Gandja, Gəncə Toeschouwers: 5.000 Scheidsrechter: Asim Khudiev (AZE) |
| 12 augustus Vriendschappelijk № 42 «onderlinge duels» | Emin Ağayev 48' |       |         | Stadsstadion Gandja, Gəncə Toeschouwers: 5.000 Scheidsrechter: Asim Khudiev (AZE) |

|                                                                            |                                                          |       |              |                                                                                  |
| 5 september EK 2000 kwalificatie № 43 «onderlinge duels» 20:15 uur (UTC+2) | Slowakije                                                | 3 – 0 | Azerbeidzjan | Štadión Lokomotíva, Košice Toeschouwers: 3.243 Scheidsrechter: Alan Snoddy (NIR) |
| 5 september EK 2000 kwalificatie № 43 «onderlinge duels» 20:15 uur (UTC+2) | Martin Fabuš 17' Peter Dubovský 26' Ľubomír Moravčík 37' |       |              | Štadión Lokomotíva, Košice Toeschouwers: 3.243 Scheidsrechter: Alan Snoddy (NIR) |

|                                                                           |              |                                                                         |           |                                                                                        |
| 10 oktober EK 2000 kwalificatie № 44 «onderlinge duels» 17:00 uur (UTC+5) | Azerbeidzjan | 0 – 4                                                                   | Hongarije | Tofikh Bakhramovstadion, Bakoe Toeschouwers: 11.400 Scheidsrechter: Stéphane Bré (FRA) |
| 10 oktober EK 2000 kwalificatie № 44 «onderlinge duels» 17:00 uur (UTC+5) |              | 58' Pál Dárdai 85' (pen.) Béla Illés 87' István Pisont 90' Miklós Fehér |           | Tofikh Bakhramovstadion, Bakoe Toeschouwers: 11.400 Scheidsrechter: Stéphane Bré (FRA) |

|                                                                           |                                          |       |                     |                                                                               |
| 14 oktober EK 2000 kwalificatie № 45 «onderlinge duels» 20:00 uur (UTC+2) | Liechtenstein                            | 2 – 1 | Azerbeidzjan        | Rheinparkstadion, Vaduz Toeschouwers: 1.450 Scheidsrechter: Herbie Barr (NIR) |
| 14 oktober EK 2000 kwalificatie № 45 «onderlinge duels» 20:00 uur (UTC+2) | Mario Frick 47' (pen.) Martin Telser 49' |       | 59' Qurban Qurbanov | Rheinparkstadion, Vaduz Toeschouwers: 1.450 Scheidsrechter: Herbie Barr (NIR) |

|                                                       |                                                  |       |                |                                                                                      |
| 28 november Vriendschappelijk № 46 «onderlinge duels» | Azerbeidzjan                                     | 2 – 1 | Estland        | Stadsstadion Gandja, Gəncə Toeschouwers: 3.500 Scheidsrechter: Khagani Mamedov (ARM) |
| 28 november Vriendschappelijk № 46 «onderlinge duels» | Seykhun Sultanov 81' Khagani Mammadov 87' (pen.) |       | 68' Urmas Kirs | Stadsstadion Gandja, Gəncə Toeschouwers: 3.500 Scheidsrechter: Khagani Mamedov (ARM) |

### 1999
|                                                   |                                                  |       |                                      |                                                                                                   |
| 6 maart Vriendschappelijk № 47 «onderlinge duels» | Azerbeidzjan                                     | 2 – 2 | Estland                              | Antonis Papadopoulosstadion, Larnaca Toeschouwers: 100 Scheidsrechter: Sotiris Constantinou (CYP) |
| 6 maart Vriendschappelijk № 47 «onderlinge duels» | Kurban Kurbanov 1' Vyacheslav Lychkin 30' (pen.) |       | 46' Kristen Viikmäe 71' Erko Saviauk | Antonis Papadopoulosstadion, Larnaca Toeschouwers: 100 Scheidsrechter: Sotiris Constantinou (CYP) |

|                                                                       | |       |              |                                                                                                   |
| 26 maart EK 2000 kwalificatie № 48 «onderlinge duels» 21:00 uur (UTC) | Portugal | 7 – 0 | Azerbeidzjan | Estádio Municipal de Guimarães, Guimarães Toeschouwers: 14.650 Scheidsrechter: Jacek Granat (POL) |
| 26 maart EK 2000 kwalificatie № 48 «onderlinge duels» 21:00 uur (UTC) | Ricardo Sá Pinto 28' João Vieira Pinto 37' Paulo Madeira 68' João Vieira Pinto 71' Sérgio Conceição 75' Pedro Pauleta 82' Pedro Pauleta 84' |       |              | Estádio Municipal de Guimarães, Guimarães Toeschouwers: 14.650 Scheidsrechter: Jacek Granat (POL) |

|                                                                         |              |                     |          |                                                                                         |
| 31 maart EK 2000 kwalificatie № 49 «onderlinge duels» 20:00 uur (UTC+5) | Azerbeidzjan | 0 – 1               | Roemenië | Tofikh Bakhramovstadion, Bakoe Toeschouwers: 10.000 Scheidsrechter: Roelof Luinge (NED) |
| 31 maart EK 2000 kwalificatie № 49 «onderlinge duels» 20:00 uur (UTC+5) |              | 49' Florentin Petre |          | Tofikh Bakhramovstadion, Bakoe Toeschouwers: 10.000 Scheidsrechter: Roelof Luinge (NED) |

|                                                                       |                                                                                |       |               |                                                                                          |
| 5 juni EK 2000 kwalificatie № 50 «onderlinge duels» 18:00 uur (UTC+5) | Azerbeidzjan                                                                   | 4 – 0 | Liechtenstein | Tofikh Bakhramovstadion, Bakoe Toeschouwers: 8.500 Scheidsrechter: Knud Stadsgaard (DEN) |
| 5 juni EK 2000 kwalificatie № 50 «onderlinge duels» 18:00 uur (UTC+5) | Qurban Qurbanov 15' Vyaçeslav Lıçkin 41' Zaur Tagizade 60' Mirbağır İsayev 73' |       |               | Tofikh Bakhramovstadion, Bakoe Toeschouwers: 8.500 Scheidsrechter: Knud Stadsgaard (DEN) |

|                                                                       |                                                                                |       |              |                                                                                    |
| 9 juni EK 2000 kwalificatie № 51 «onderlinge duels» 21:00 uur (UTC+3) | Roemenië                                                                       | 4 – 0 | Azerbeidzjan | Stadionul Steaua, Boekarest Toeschouwers: 5.200 Scheidsrechter: Željko Širić (CRO) |
| 9 juni EK 2000 kwalificatie № 51 «onderlinge duels» 21:00 uur (UTC+3) | Ionel Ganea 36' Dorinel Munteanu 44' (pen.) Ion Vlădoiu 49' Laurenţiu Roşu 89' |       |              | Stadionul Steaua, Boekarest Toeschouwers: 5.200 Scheidsrechter: Željko Širić (CRO) |

|                                                       | |       |                   |                                                                                    |
| 18 augustus Vriendschappelijk № 52 «onderlinge duels» | Oezbekistan                                                                                                  | 5 – 1 | Azerbeidzjan      | Dinamostadion, Samarkand Toeschouwers: 10.000 Scheidsrechter: Gairat Karimov (UZB) |
| 18 augustus Vriendschappelijk № 52 «onderlinge duels» | Ilkhom Sharipov 6' (pen.) Maksim Sjatskich 25' Maksim Sjatskich 39' Maksim Sjatskich 58' Alisher Bazarov 54' |       | 47' Zaur Tagizade | Dinamostadion, Samarkand Toeschouwers: 10.000 Scheidsrechter: Gairat Karimov (UZB) |

|                                                          |                   |       |               |                                                                                           |
| 4 september EK 2000 kwalificatie № 53 «onderlinge duels» | Azerbeidzjan      | 1 – 1 | Portugal      | Tofikh Bakhramovstadion, Bakoe Toeschouwers: 8.000 Scheidsrechter: Dermot Gallagher (ENG) |
| 4 september EK 2000 kwalificatie № 53 «onderlinge duels» | Zaur Tagizade 51' |       | 90' Luís Figo | Tofikh Bakhramovstadion, Bakoe Toeschouwers: 8.000 Scheidsrechter: Dermot Gallagher (ENG) |

|                                                                            |                                                       |       |              |                                                                               |
| 8 september EK 2000 kwalificatie № 54 «onderlinge duels» 20:15 uur (UTC+2) | Hongarije                                             | 3 – 0 | Azerbeidzjan | Üllői Út, Boedapest Toeschouwers: 2.910 Scheidsrechter: Sašo Lazarevski (MKD) |
| 8 september EK 2000 kwalificatie № 54 «onderlinge duels» 20:15 uur (UTC+2) | Vilmos Sebők 27' Gábor Egressy 51' Thomas Sowunmi 54' |       |              | Üllői Út, Boedapest Toeschouwers: 2.910 Scheidsrechter: Sašo Lazarevski (MKD) |

|                                                                          |              |                     |           |                                                                                         |
| 9 oktober EK 2000 kwalificatie № 55 «onderlinge duels» 18:00 uur (UTC+5) | Azerbeidzjan | 0 – 1               | Slowakije | Tofikh Bakhramovstadion, Bakoe Toeschouwers: 6.000 Scheidsrechter: Kyros Vassaras (GRE) |
| 9 oktober EK 2000 kwalificatie № 55 «onderlinge duels» 18:00 uur (UTC+5) |              | 70' Vladimír Labant |           | Tofikh Bakhramovstadion, Bakoe Toeschouwers: 6.000 Scheidsrechter: Kyros Vassaras (GRE) |

CONMEBOL: Bolivia · Chili  · Colombia · Ecuador · Uruguay · Venezuela

UEFA: Albanië · Andorra · Armenië · Azerbeidzjan · België · Bosnië en Herzegovina · Bulgarije · Cyprus · Denemarken · (West-)Duitsland · Duitse Democratische Republiek · Engeland · Estland · Faeröer · Finland · Frankrijk · Georgië · Griekenland · Hongarije · IJsland · Ierland · Israël · Italië · Joegoslavië · Kroatië · Letland · Liechtenstein · Litouwen · Luxemburg · Malta · Moldavië · Nederland · Noord-Ierland · Noord-Macedonië · Noorwegen · Oekraïne · Oostenrijk · Polen · Portugal · Roemenië · Rusland · San Marino · Schotland · Slovenië · Slowakije · Sovjet-Unie/GOS ·  Spanje · Tsjechië · Tsjecho-Slowakije · Turkije · Wales · Wit-Rusland · Zweden · Zwitserland

AFC: Kazachstan

CAF: Madagaskar

CONCACAF: Belize · Canada
AFFA · A-internationals · Bondscoaches · Statistieken · Azerbeidzjaans vrouwenelftal · Azerbeidzjan U21 · Azerbeidzjan U20 · Azerbeidzjan U19 · Azerbeidzjan U18 · Azerbeidzjan U17 · Azerbeidzjan U16
1992 – 1999 ·
2000 – 2009 ·
2010 – 2019 ·
2020 − 2029
1992 · 
1993 · 
1994 · 
1995 · 
1996 · 
1997 · 
1998 · 
1999 · 
2000 · 
2001 · 
2002 · 
2003 · 
2004 · 
2005 · 
2006 · 
2007 · 
2008 · 
2009 · 
2010 · 
2011 · 
2012 · 
2013 · 
2014 · 
2015 · 
2016 · 
2017 ·
2018 ·
2019 ·
2020 ·
2021 ·
2022 ·
2023 ·
2024 ·
2025
Albanië ·
Andorra ·
Bahrein ·
België ·
Bosnië en Herzegovina · 
Bulgarije ·
Canada ·
Cyprus ·
Duitsland ·
Engeland ·
Estland ·
Faeröer ·
Filipijnen ·
Finland ·
Frankrijk ·
Georgië ·
Haïti · 
Honduras ·
Hongarije ·
Ierland ·
IJsland ·
India ·
Irak ·
Iran ·
Israël ·
Italië ·
Japan · 
Jordanië ·
Kazachstan ·
Kirgizië · 
Koeweit · 
Kosovo · 
Kroatië · 
Letland ·
Liechtenstein ·
Litouwen ·
Luxemburg ·
Malta ·
Moldavië ·
Mongolië ·
Montenegro ·
Noord-Ierland ·
Noord-Macedonië ·
Noorwegen ·
Oekraïne ·
Oezbekistan ·
Oman ·
Oostenrijk ·
Palestina ·
Polen ·
Portugal ·
Qatar ·
Roemenië ·
Rusland ·
San Marino ·
Saoedi-Arabië ·
Servië ·
Servië en Montenegro ·
Singapore ·
Slovenië ·
Slowakije ·
Spanje ·
Tadzjikistan · 
Trinidad en Tobago · 
Tsjechië ·
Turkije · 
Turkmenistan · 
Verenigde Arabische Emiraten ·
Verenigde Staten ·
Wales ·
Wit-Rusland ·
Zwitserland ·
Zweden